# Eduardo Gomes
Eduardo Gomes (Petrópolis, 20 de setembro de 1896 – Rio de Janeiro, 13 de junho de 1981) foi um aviador, militar e político brasileiro. Foi ministro da Aeronáutica nos governos de Café Filho, Carlos Luz e Castelo Branco. É o patrono da Força Aérea Brasileira.

## Biografia

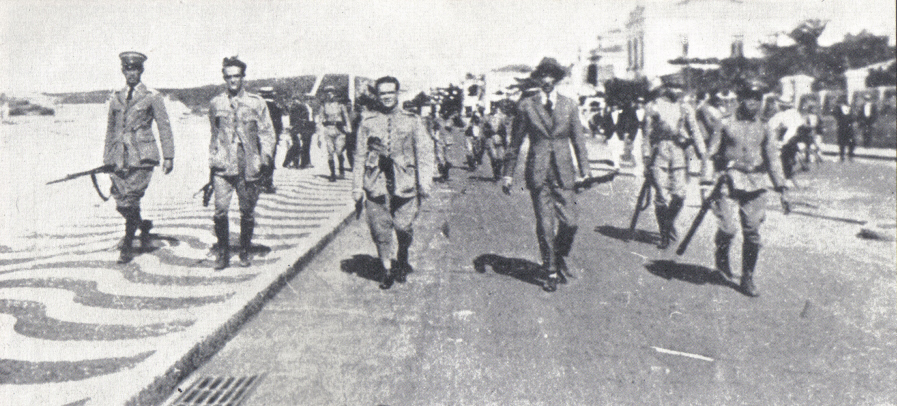
Foto da Revolta dos 18 do Forte de Copacabana. Eduardo Gomes é o primeiro da esquerda para a direita.

Eduardo Gomes nasceu em Petrópolis, Rio de Janeiro, no dia 20 de setembro de 1896, filho de Luís Gomes Pereira Junior e de Jenny LeCocq de Oliveira. Sua mãe era bisneta do senador Nicolau de Campos Vergueiro.
Fez o primário no Curso Werneck, estudando depois humanidades no Colégio São Vicente de Paulo no Rio de Janeiro, então Distrito Federal, onde recebeu o apelido de “matemático”. Terminado o curso secundário em 1912, só conseguiu ingressar na carreira militar na sua terceira tentativa. Nas duas primeiras vezes teve a matrícula negada pela Escola Militar do Realengo, primeiro por ter apenas 16 anos e, depois, por deficiências visuais. Finalizando o curso na Escola Militar, foi declarado aspirante-a-oficial da arma de artilharia em dezembro de 1918.
Logo em seguida, ao lado de Siqueira Campos, matriculou-se no Curso de Artilharia, completado ainda em 1918. Em dezembro desse ano passou a segundo-tenente, sendo transferido para o 9º Regimento de Artilharia, em Curitiba. Foi promovido a primeiro-tenente em janeiro de 1921, tendo ingressado em março desse ano na primeira turma do Curso de Observador Aéreo da Escola de Aviação Militar do Campo dos Afonsos, no Rio de Janeiro.
Foi um dos sobreviventes da Revolta dos 18 do Forte em 1922, marco inicial do tenentismo, quando foi ferido gravemente. Participou da Revolta paulista de 1924. Foi preso quando se dirigia para integrar a Coluna Prestes.  Foi solto em 1926 e novamente preso em 1929; voltou à liberdade em maio de 1930, a tempo de participar das ações que viriam a derrubar Washington Luís, após o fracasso eleitoral da Aliança Liberal.
Em 18 de setembro de 1932, foi o responsável pelo bombardeio à estação ferroviária de Campinas, que resultou na morte do menino Aldo Chioratto.

Tropas federais e o então major-aviador Eduardo Gomes (o quarto da direita para a esquerda) durante a Revolução Constitucionalista de 1932.

Com a subida ao poder de Getúlio Vargas, trabalhou na criação do Correio Aéreo Militar, que viria a se tornar o Correio Aéreo Nacional.  Em 1935, comandou o 1º Regimento de Aviação contra o levante conhecido como Intentona Comunista. Em 1937, com a decretação do Estado Novo exonerou-se do comando, continuando contudo na carreira militar.

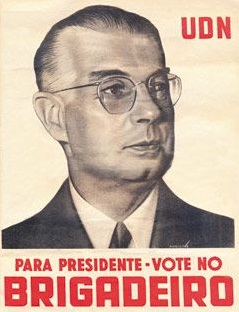
Propaganda da campanha presidencial de 1945

Em 1941, com a criação do Ministério da Aeronáutica, foi promovido a brigadeiro. Participou da organização e construção das Bases Aéreas que iriam desempenhar importante papel no esforço dos Aliados na Segunda Guerra Mundial.
No final do Estado Novo, candidatou-se às eleições presidenciais, marcadas para dezembro de 1945, formando em torno de si a União Democrática Nacional (UDN). Durante o período eleitoral, eram vendidos doces para angariar fundos para apoiar sua campanha; esses doces ficaram conhecidos posteriormente com o nome da patente do candidato: brigadeiros. Foi derrotado pelo general Eurico Gaspar Dutra, ministro da Guerra de Vargas.
Em 1950, foi novamente candidato à presidência da República pela UDN, sendo dessa vez derrotado pelo próprio Vargas. Foi um dos líderes da campanha pelo afastamento de Vargas após o atentado contra o jornalista Carlos Lacerda, em agosto de 1954. Com o suicídio de Getúlio Vargas, assumiu o ministério da Aeronáutica no governo de Café Filho (1954–1955). Em 1964, participou do Golpe de Estado que depôs o presidente João Goulart.

## Promoções, honrarias e homenagens

Em 1954

Fez sua carreira no Exército Brasileiro até o posto de coronel. Após a criação da FAB em 1941, ingressou nela e ascendeu ao generalato na nova força armada. Tornou-se aspirante-a-oficial em dezembro de 1918; segundo-tenente em dezembro de 1919; primeiro-tenente em janeiro de 1921; capitão em 15 de novembro de 1930; major em 20 de novembro de 1930 (cinco dias depois de haver sido promovido a capitão); tenente-coronel em junho de 1933; coronel em maio de 1938; brigadeiro-do-ar em dezembro de 1941; major-brigadeiro em setembro de 1944; tenente-brigadeiro em 3 de outubro de 1946 e marechal-do ar em setembro de 1960.
A tabela a seguir apresenta os postos atingidos por Eduardo Gomes no Exército Brasileiro até 1938 e posteriormente na FAB:
| Oficial subalterno (EB) | Ano  | Oficial superior (EB) | Ano  | Oficial general (FAB) | Ano  |
| ----------------------- | ---- | --------------------- | ---- | --------------------- | ---- |
| Aspirante a oficial     | 1918 | Major                 | 1933 | Brigadeiro            | 1941 |
| Segundo-tenente         | 1919 | Tenente-coronel       | 1933 | Major-brigadeiro      | 1944 |
| Primeiro-tenente        | 1921 | Coronel               | 1938 | Tenente-brigadeiro    | 1946 |
| Capitão                 | 1930 |                       |      | Marechal do ar        | 1960 |

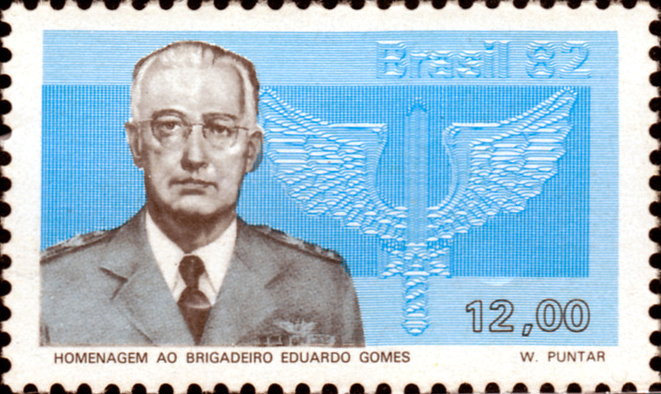
Selo de 1982 em homenagem ao marechal-do-ar Eduardo Gomes

Em 1979, Eduardo Gomes foi agraciado pelo Vaticano com a Ordem de São Silvestre.
A cidade do Rio de Janeiro o homenageou dando o nome oficial de Parque Brigadeiro Eduardo Gomes ao aterro do Parque do Flamengo, já que este fica de fronte ao edifício Seabra, onde ele morou, localizado na rua Praia do Flamengo, 88.
O Aeroporto Internacional de Manaus é denominado "Aeroporto Internacional de Manaus — Eduardo Gomes" em sua homenagem.
A praça em frente ao portão principal do DCTA (Departamento de Ciência e Tecnologia Aeroespacial) em São José dos Campos-SP tem o seu nome.
O 11º Grupo de Artilharia Antiaérea do Exército Brasileiro, situado em Brasília, tem a denominação histórica Grupo Brigadeiro Eduardo Gomes em homenagem ao patrono da Força Aérea Brasileira.
Em 1984 foi inaugurado no município de São Cristóvão, região metropolitana de Aracaju, o Conjunto Habitacional Brigadeiro Eduardo Gomes, nas proximidades da Universidade Federal de Sergipe.
O doce brigadeiro foi assim batizado em homenagem a ele, durante a candidatura do militar à presidência da República pela UDN. O doce teria sido criado por um grupo de mulheres paulistanas do bairro do Pacaembu que eram engajadas na campanha do candidato e organizaram festas para promover sua candidatura.